# Pectoctenus bryanti
Pectoctenus bryanti är en skalbaggsart som beskrevs av Pierre Lepesme 1948. Pectoctenus bryanti ingår i släktet Pectoctenus och familjen långhorningar.
Artens utbredningsområde är Zimbabwe. Inga underarter finns listade i Catalogue of Life.